# 五號鎮區 (堪薩斯州摩里斯縣)
五號鎮區（英語：Township 5）為美國堪薩斯州摩里斯縣轄下的鎮區。2010年美国人口普查中該鎮區人口有784人。

## 地理
五號鎮區涵蓋總面積為93.08平方（35.94平方英里），其中92.79平方（35.83平方英里）為陸地，0.3平方（0.12平方英里）或0.32%為水域。海拔高度435（1,427英尺）。

## 人口統計
根據2010年美國人口普查，五號鎮區人口有784人，住房360戶，人口密度為8.42人/每平方公里。此鎮區居民之種族中，白人有753人，非裔美國人有5人，美洲原住民有9人，亞裔美國人有2人，太平洋島裔美國人有0人，其他種族有8人，混血種族則有7人。此外此鎮區有14人為西班牙裔或拉丁裔美國人。

## 交通

### 主要公路
- 4號堪薩斯州州道